# Bennie Wallace
Bennie Wallace, född 18 november 1946 i Chattanooga, Tennessee, är en amerikansk tenorsaxofonist. Han har bland andra jobbat med Monty Alexander, Sheila Jordan, Solomon Burke, Flip Phillips och Scott Hamilton. De två sistnämnda gjorde han sina första inspelningar med år 1977. 